# Minnesota Vikings 2008
La stagione 2008 dei Minnesota Vikings fu la 48ª della franchigia nella National Football League, la 27ª giocata al Hubert H. Humphrey Metrodome e la 3ª con Brad Childress come capo-allenatore.

## Offseason 2008
| Draft NFL 2008   |                  |                  |                                                                                             |                                                                                             |                                                                                             |                                                                                             |                                                                                             |
| Ordine del Draft | Ordine del Draft | Ordine del Draft | Giocatore                                                                                   | Ruolo                                                                                       | College                                                                                     | Contratto                                                                                   | Note                                                                                        |
| Giro             | Scelta           | Generale         | Giocatore                                                                                   | Ruolo                                                                                       | College                                                                                     | Contratto                                                                                   | Note                                                                                        |
| 1                | 17               | 17               | Scambiata con i Kansas City Chiefs[a]                                                       | Scambiata con i Kansas City Chiefs[a]                                                       | Scambiata con i Kansas City Chiefs[a]                                                       | Scambiata con i Kansas City Chiefs[a]                                                       |                                                                                             |
| 2                | 22               | 54               | Tyrell Johnson                                                                              | SS                                                                                          | Arkansas State                                                                              | 4 anni a 3,8 milioni $                                                                      | dai Panthers via Eagles[b]                                                                  |
| 2                | 16               | 47               | Scambiata con i Eagles[b]                                                                   | Scambiata con i Eagles[b]                                                                   | Scambiata con i Eagles[b]                                                                   | Scambiata con i Eagles[b]                                                                   |                                                                                             |
| 3                | 10               | 73               | Scambiata con i Kansas City Chiefs[a]                                                       | Scambiata con i Kansas City Chiefs[a]                                                       | Scambiata con i Kansas City Chiefs[a]                                                       | Scambiata con i Kansas City Chiefs[a]                                                       | dai Broncos[b]                                                                              |
| 3                | 19               | 82               | Scambiata con i Kansas City Chiefs[a]                                                       | Scambiata con i Kansas City Chiefs[a]                                                       | Scambiata con i Kansas City Chiefs[a]                                                       | Scambiata con i Kansas City Chiefs[a]                                                       |                                                                                             |
| 4                | 18               | 117              | Scambiata con i Eagles[b]                                                                   | Scambiata con i Eagles[b]                                                                   | Scambiata con i Eagles[b]                                                                   | Scambiata con i Eagles[b]                                                                   |                                                                                             |
| 5                | 2                | 137              | John David Booty                                                                            | QB                                                                                          | USC                                                                                         | 4 anni a 1,91 milioni $                                                                     | dai Rams via Packers[d]                                                                     |
| 5                | 15               | 150              | Scambiata con i Green Bay Packers[d]                                                        | Scambiata con i Green Bay Packers[d]                                                        | Scambiata con i Green Bay Packers[d]                                                        | Scambiata con i Green Bay Packers[d]                                                        |                                                                                             |
| 5                | 17               | 152              | Letroy Guion                                                                                | DT                                                                                          | Florida State                                                                               | 4 anni a 1,88 milioni $                                                                     | dagli Eagles[b]                                                                             |
| 6                | 16               | 182              | Scambiata con i Kansas City Chiefs[a]                                                       | Scambiata con i Kansas City Chiefs[a]                                                       | Scambiata con i Kansas City Chiefs[a]                                                       | Scambiata con i Kansas City Chiefs[a]                                                       |                                                                                             |
| 6                | 21               | 187              | John Sullivan                                                                               | C                                                                                           | Notre Dame                                                                                  | 4 anni a 1,80 milioni $                                                                     | dai Buccaneers via Chiefs[a]                                                                |
| 6                | 27               | 193              | Jaymar Johnson                                                                              | WR                                                                                          | Jackson State                                                                               | 4 anni a 1,70 milioni $                                                                     | dai Jaguars[e]                                                                              |
| 7                | 2                | 209              | Scambiata con i Green Bay Packers[d]                                                        | Scambiata con i Green Bay Packers[d]                                                        | Scambiata con i Green Bay Packers[d]                                                        | Scambiata con i Green Bay Packers[d]                                                        | dai Rams[f]                                                                                 |
| 7                | 2                | 209              | Scambiata con i New York Jets[g]                                                            | Scambiata con i New York Jets[g]                                                            | Scambiata con i New York Jets[g]                                                            | Scambiata con i New York Jets[g]                                                            |                                                                                             |
| Legenda          | Legenda          | Legenda          | Ha superato i tagli a roster Hall of Famer Ha partecipato ad almeno un Pro Bowl in carriera | Ha superato i tagli a roster Hall of Famer Ha partecipato ad almeno un Pro Bowl in carriera | Ha superato i tagli a roster Hall of Famer Ha partecipato ad almeno un Pro Bowl in carriera | Ha superato i tagli a roster Hall of Famer Ha partecipato ad almeno un Pro Bowl in carriera | Ha superato i tagli a roster Hall of Famer Ha partecipato ad almeno un Pro Bowl in carriera |

Note:
- [a] I Vikings scambiarono le loro scelte nel 1º giro (17ª assoluta), 3º giro (73ª[c] ed 82ª assoluta) e 6º giro (182ª assoluta) del Draft NFL 2008 con i Chiefs per il DE Jared Allen ed il 6º giro (187ª assoluta) del Draft NFL 2008 di questi ultimi.
- [b] Gli Eagles scambiarono le loro scelte nel 2º giro (43ª assoluta) e nel 5º giro (152ª assoluta) del Draft NFL 2008 con i Vikings per le scelte nel 2º giro (47ª assoluta) e nel 4º giro (117ª assoluta) del Draft NFL 2008 di questi ultimi.
- [c] I Broncos scambiarono le loro scelte nel 6º giro (176ª assoluta) e 7º giro (223ª assoluta) del Draft NFL 2007 e nel 3º giro (73ª assoluta) del Draft NFL 2008 con i Vikings per la scelta nel 4º giro (121ª assoluta) del Draft NFL 2007 di questi ultimi.
- [d] I Packers scambiarono la loro scelta nel 5º giro (137ª assoluta) del Draft NFL 2008 con i Vikings per le scelte nel 5º giro (150ª assoluta) e nel 7º giro (209ª assoluta) del Draft NFL 2008 di questi ultimi.
- [e] I Jaguars scambiarono la loro scelta nel 6º giro (193ª assoluta) del Draft NFL 2008 con i Vikings per il WR Troy Williamson.
- [f] I Rams scambiarono la loro scelta nel 7º giro (209ª assoluta) del Draft NFL 2008 con i Vikings per l'OT Adam Goldberg.
- [g] I Vikings scambiarono la loro scelta nel 7º giro (226ª assoluta) del Draft NFL 2008 ed il DT C. J. Mosley con i Jets per il QB Brooks Bollinger

## Partite

### Pre-stagione
| Calendario |                                            |                                            |                                            |                                            |                                            |                                            |                                            |                                            |                                            |
| Settimana  | Data                                       | Ora (CDT)                                  | Avversario                                 | Risultato                                  | Stadio                                     | Spettatori                                 | Record                                     | TV                                         | Tabellino                                  |
| 1          | 8 agosto                                   | 7:00 p.m.                                  | Seattle Seahawks                           | P 17-34                                    | Hubert H. Humphrey Metrodome               | 62.545                                     | 0-1                                        | KSTP-TV                                    | Recap                                      |
| 2          | 16 agosto                                  | 6:30 p.m.                                  | Baltimore Ravens                           | V 23-15                                    | M&T Bank Stadium                           | 70.585                                     | 1-1                                        | KSTP-TV                                    | Recap                                      |
| 3          | 23 agosto                                  | 7:00 p.m.                                  | Pittsburgh Steelers                        | P 10-12                                    | Hubert H. Humphrey Metrodome               | 62.625                                     | 1-2                                        | CBS                                        | Recap                                      |
| 4          | 28 agosto                                  | 7:00 p.m.                                  | Dallas Cowboys                             | P 10-16                                    | Texas Stadium                              | 60.246                                     | 1-3                                        | KSTP-TV                                    | Recap                                      |
| Note       | Gli incontri in trasferta sono in corsivo. | Gli incontri in trasferta sono in corsivo. | Gli incontri in trasferta sono in corsivo. | Gli incontri in trasferta sono in corsivo. | Gli incontri in trasferta sono in corsivo. | Gli incontri in trasferta sono in corsivo. | Gli incontri in trasferta sono in corsivo. | Gli incontri in trasferta sono in corsivo. | Gli incontri in trasferta sono in corsivo. |

### Stagione regolare
| Calendario | | | | | | | | | |
| Settimana  | Data                                                                                               | Ora (CDT)                                                                                          | Avversario                                                                                         | Risultato                                                                                          | Stadio                                                                                             | Spettatori                                                                                         | Record                                                                                             | TV                                                                                                 | Tabellino                                                                                          |
| 1          | 8 settembre                                                                                        | 6:00 p.m.                                                                                          | Green Bay Packers                                                                                  | P 19-24                                                                                            | Lambeau Field                                                                                      | 71.004                                                                                             | 0-1                                                                                                | ESPN                                                                                               | Recap                                                                                              |
| 2          | 14 settembre                                                                                       | 12:00 p.m.                                                                                         | Indianapolis Colts                                                                                 | P 15-18                                                                                            | Hubert H. Humphrey Metrodome                                                                       | 63.585                                                                                             | 0-2                                                                                                | CBS                                                                                                | Recap                                                                                              |
| 3          | 27 settembre                                                                                       | 12:00 p.m.                                                                                         | Carolina Panthers                                                                                  | V 20-10                                                                                            | Hubert H. Humphrey Metrodome                                                                       | 62.628                                                                                             | 1-2                                                                                                | Fox                                                                                                | Recap                                                                                              |
| 4          | 28 settembre                                                                                       | 12:00 p.m.                                                                                         | Tennessee Titans                                                                                   | P 17-30                                                                                            | LP Field                                                                                           | 69.143                                                                                             | 1-3                                                                                                | Fox                                                                                                | Recap                                                                                              |
| 5          | 6 ottobre                                                                                          | 7:30 p.m.                                                                                          | New Orleans Saints                                                                                 | V 30-27                                                                                            | Louisiana Superdome                                                                                | 70.015                                                                                             | 2-3                                                                                                | ESPN                                                                                               | Recap                                                                                              |
| 6          | 12 ottobre                                                                                         | 12:00 p.m.                                                                                         | Detroit Lions                                                                                      | V 12-10                                                                                            | Hubert H. Humphrey Metrodome                                                                       | 62.867                                                                                             | 3-3                                                                                                | Fox                                                                                                | Recap                                                                                              |
| 7          | 19 ottobre                                                                                         | 12:00 p.m.                                                                                         | Chicago Bears                                                                                      | P 41-48                                                                                            | Soldier Field                                                                                      | 62.235                                                                                             | 3-4                                                                                                | Fox                                                                                                | Recap                                                                                              |
| 8          | Riposo                                                                                             | Riposo                                                                                             | Riposo                                                                                             | Riposo                                                                                             | Riposo                                                                                             | Riposo                                                                                             | Riposo                                                                                             | Riposo                                                                                             | Riposo                                                                                             |
| 9          | 2 novembre                                                                                         | 12:00 p.m.                                                                                         | Houston Texans                                                                                     | V 28-21                                                                                            | Hubert H. Humphrey Metrodome                                                                       | 62.839                                                                                             | 4-4                                                                                                | CBS                                                                                                | Recap                                                                                              |
| 10         | 9 novembre                                                                                         | 12:00 p.m.                                                                                         | Green Bay Packers                                                                                  | V 28-27                                                                                            | Hubert H. Humphrey Metrodome                                                                       | 63.854                                                                                             | 5-4                                                                                                | Fox                                                                                                | Recap                                                                                              |
| 11         | 16 novembre                                                                                        | 12:00 p.m.                                                                                         | Tampa Bay Buccaneers                                                                               | P 13-19                                                                                            | Raymond James Stadium                                                                              | 65.278                                                                                             | 5-5                                                                                                | Fox                                                                                                | Recap                                                                                              |
| 12         | 23 novembre                                                                                        | 12:00 p.m.                                                                                         | Jacksonville Jaguars                                                                               | V 36-10                                                                                            | Jacksonville Municipal Stadium                                                                     | 65.064                                                                                             | 6-5                                                                                                | Fox                                                                                                | Recap                                                                                              |
| 13         | 30 novembre                                                                                        | 7:15 p.m.                                                                                          | Chicago Bears                                                                                      | V 34-14                                                                                            | Hubert H. Humphrey Metrodome                                                                       | 63.722                                                                                             | 7-5                                                                                                | NBC                                                                                                | Recap                                                                                              |
| 14         | 7 dicembre                                                                                         | 12:00 p.m.                                                                                         | Detroit Lions                                                                                      | V 20-16                                                                                            | Ford Field                                                                                         | 50.444                                                                                             | 8-5                                                                                                | Fox                                                                                                | Recap                                                                                              |
| 15         | 14 dicembre                                                                                        | 3:05 p.m.                                                                                          | Arizona Cardinals                                                                                  | V 35-14                                                                                            | University of Phoenix Stadium                                                                      | 64.457                                                                                             | 9-5                                                                                                | Fox                                                                                                | Recap                                                                                              |
| 16         | 21 dicembre                                                                                        | 3:15 p.m.                                                                                          | Atlanta Falcons                                                                                    | P 17-24                                                                                            | Hubert H. Humphrey Metrodome                                                                       | 62.889                                                                                             | 9-6                                                                                                | Fox                                                                                                | Recap                                                                                              |
| 17         | 21 dicembre                                                                                        | 12:00 p.m.                                                                                         | New York Giants                                                                                    | V 20-19                                                                                            | Hubert H. Humphrey Metrodome                                                                       | 63.761                                                                                             | 10-6                                                                                               | Fox                                                                                                | Recap                                                                                              |
| Note       | Gli avversari della propria division sono in grassetto. Gli incontri in trasferta sono in corsivo. | Gli avversari della propria division sono in grassetto. Gli incontri in trasferta sono in corsivo. | Gli avversari della propria division sono in grassetto. Gli incontri in trasferta sono in corsivo. | Gli avversari della propria division sono in grassetto. Gli incontri in trasferta sono in corsivo. | Gli avversari della propria division sono in grassetto. Gli incontri in trasferta sono in corsivo. | Gli avversari della propria division sono in grassetto. Gli incontri in trasferta sono in corsivo. | Gli avversari della propria division sono in grassetto. Gli incontri in trasferta sono in corsivo. | Gli avversari della propria division sono in grassetto. Gli incontri in trasferta sono in corsivo. | Gli avversari della propria division sono in grassetto. Gli incontri in trasferta sono in corsivo. |

### Playoff
| Turno     | Data      | Ora (CDT) | Avversario (seed)       | Risultato | Stadio                       | Spettatori | Record | TV  | Tabellino |
| --------- | --------- | --------- | ----------------------- | --------- | ---------------------------- | ---------- | ------ | --- | --------- |
| Wild Card | 4 gennaio | 3:30 p.m. | Philadelphia Eagles (6) | P 14-26   | Hubert H. Humphrey Metrodome | 61.746     | 0-1    | Fox | Recap     |

## Classifiche

### Division
| Classifica della NFC North Division 2008 | Classifica della NFC North Division 2008 | Classifica della NFC North Division 2008 | Classifica della NFC North Division 2008 | Classifica della NFC North Division 2008 | Classifica della NFC North Division 2008 | Classifica della NFC North Division 2008 | Classifica della NFC North Division 2008 | Classifica della NFC North Division 2008 | Classifica della NFC North Division 2008 | Classifica della NFC North Division 2008 | Classifica della NFC North Division 2008 | Classifica della NFC North Division 2008 | Classifica della NFC North Division 2008 | Classifica della NFC North Division 2008 | Classifica della NFC North Division 2008 | Classifica della NFC North Division 2008 |
|                                          | V                                        | P                                        | N                                        | PCT                                      | DIV                                      | DIV PCT                                  | CONF                                     | CONF PCT                                 | NON CONF                                 | C                                        | T                                        | PR                                       | PS                                       | TD                                       | STR                                      | PO                                       |
| ---------------------------------------- | ---------------------------------------- | ---------------------------------------- | ---------------------------------------- | ---------------------------------------- | ---------------------------------------- | ---------------------------------------- | ---------------------------------------- | ---------------------------------------- | ---------------------------------------- | ---------------------------------------- | ---------------------------------------- | ---------------------------------------- | ---------------------------------------- | ---------------------------------------- | ---------------------------------------- | ---------------------------------------- |
| Minnesota Vikings                        | 10                                       | 6                                        | 0                                        | .625                                     | 4-2                                      | .667                                     | 8-4                                      | .667                                     | 2-2                                      | 6-2                                      | 4-4                                      | 379                                      | 333                                      | 41                                       | V-1                                      | Div                                      |
| Chicago Bears                            | 9                                        | 7                                        | 0                                        | .563                                     | 4-2                                      | .667                                     | 7-5                                      | .583                                     | 2-2                                      | 6-2                                      | 3-5                                      | 375                                      | 350                                      | 42                                       | P-1                                      |                                          |
| Green Bay Packers                        | 6                                        | 10                                       | 0                                        | .375                                     | 4-2                                      | .667                                     | 5-7                                      | .417                                     | 1-3                                      | 4-4                                      | 2-6                                      | 419                                      | 380                                      | 48                                       | V-1                                      |                                          |
| Detroit Lions                            | 0                                        | 16                                       | 0                                        | .000                                     | 0-6                                      | .000                                     | 0-12                                     | .000                                     | 0-4                                      | 0-6                                      | 0-12                                     | 268                                      | 517                                      | 28                                       | P-6                                      |                                          |

## Statistiche
| Andamento in stagione regolare                                                                    |    |    |    |    |    |    |    |    |    |    |    |    |    |    |    |    |    |
| Settimana                                                                                         | 1  | 2  | 3  | 4  | 5  | 6  | 7  | 8  | 9  | 10 | 11 | 12 | 13 | 14 | 15 | 16 | 17 |
| Luogo                                                                                             | T  | C  | C  | T  | T  | C  | T  | R  | C  | C  | T  | T  | C  | T  | T  | C  | C  |
| Risultato                                                                                         | P  | P  | V  | P  | V  | V  | P  | R  | V  | V  | P  | V  | V  | V  | V  | P  | V  |
| Posizione                                                                                         | 4ª | 3ª | 2ª | 3ª | 3ª | 3ª | 3ª | 3ª | 3ª | 2ª | 2ª | 2ª | 1ª | 1ª | 1ª | 2ª | 1ª |
| Luogo: C = Casa; T = Trasferta. Risultato: V = Vittoria; N = Pareggio; S = Sconfitta. R = Riposo. |    |    |    |    |    |    |    |    |    |    |    |    |    |    |    |    |    |

| Classifiche di lega |             |                |          |
| Categoria           | Yard totali | Yard a partita | Rank NFL |
| Passing offense     | 2.956       | 184,8          | 25ª      |
| Rushing offense     | 2.338       | 146,1          | 5ª       |
| Total offense       | 5.294       | 330,9          | 17ª      |
| Passing defense     | 3.449       | 215,6          | 18ª      |
| Rushing defense     | 1.230       | 76,9           | 1ª       |
| Total defense       | 4.679       | 292,4          | 6ª       |

| Leader della squadra       |                                                       |        |
| Categoria                  | Giocatore                                             | Valore |
| Yard passate               | Gus Frerotte                                          | 2.157  |
| Touchdown passati          | Gus Frerotte                                          | 12     |
| Yard corse                 | Adrian Peterson                                       | 1.760  |
| Touchdown su corsa         | Adrian Peterson                                       | 10     |
| Ricezioni                  | Bobby Wade                                            | 53     |
| Yard ricevute              | Bernard Berrian                                       | 964    |
| Touchdown ricevuti         | Bernard Berrian Visanthe Shiancoe                     | 7      |
| Punti totali               | Ryan Longwell                                         | 127    |
| Yard su ritorno di kickoff | Maurice Hicks                                         | 690    |
| Yard su ritorno di punt    | Bernard Berrian                                       | 114    |
| Tackle totali              | Chad Greenway                                         | 115    |
| Sack                       | Jared Allen                                           | 14½    |
| Intercetti                 | Ben Leber Benny Sapp Madieu Williams Antoine Winfield | 2      |
| Fumble forzati             | Cedric Griffin Antoine Winfield                       | 4      |

## Staff
| Staff dei Minnesota Vikings 2008 |
| --- |
| Organi dirigenziali Proprietà - Proprietario/Azionista di maggioranza: Zygi Wilf - Proprietario/Presidente: Mark Wilf - Proprietario/Vice-Azionista di maggioranza: Leonard Wilf - Partner di Azionariato: Jeffrey Wilf, Reggie Fowler, Alan Landis, David Mandelbaum Staff esecutivo - Vice Presidente del Personale Giocatori: Rick Spielman - Direttore del Personale Giocatori: George Paton - Vice Presidente degli Affari Pubblici & Sviluppo dello Stadio: Lester Bagley - Vice Presidente delle Operazioni legate al Football: Rob Brzezinski - Vice Presidente delle Vendite & Marketing e Direttore del Marketing: Steve LaCroix - Vice Presidente delle Finanze e Direttore Finanziario: Steve Poppen - Vice Presidente degli Affari Legali e Direttore Amministrativo: Kevin Warren Consulenti - Consulente: Bud Grant - Consulente Storico del Team: Fred Zamberletti - Consulente Stadio e Sviluppo Immobiliare: Don Becker Scouting staff - Direttore dello Scouting Collegiale: Scott Studwell - Direttore dello Scouting Professionistico: Ryan Monnens - Assistente del Direttore dello Scouting Collegiale: Jamaal Stephenson Capo allenatore - Brad Childress Altri allenatori - Coordinatore dello sviluppo della forza e della condizione: Tom Kanavy - Assistente dello sviluppo della forza e della condizione: Juney Barnett e Martin Streight - Assistente di allenamento: Todd Nielson - Assistente amministrativo: Kevin Stefanski Allenatori dell'attacco - Coordinatore dell'attacco: Darrell Bevell - Quarterback: Kevin Rogers - Running Back: Eric Bieniemy - Assistente Running Back: Ryan Ficken - Wide Receiver: George Stewart - Wide Receiver/Assistente dello Special Team: Chad O'Shea - Tight End: Jimmie Johnson - Offensive Line: Pat Morris - Assistente Offensive Line: Jim Hueber Allenatori della difesa - Assistente del capo allenatore/Coordinatore della difesa: Leslie Frazier - Defensive Line: Karl Dunbar - Assistente Defensive Line: Brendan Daly - Assistente Defensive Line: Ryan Silverfield - Linebacker: Fred Pagac - Assistente Linebacker: Jeff Imamura - Defensive Back: Joe Woods - Assistente Defensive Back: Derek Mason Allenatori dello special team - Coordinatore dello Special Team: Paul Ferraro - Assistente dello Special Team: Brian Murphy |

## Roster finale
| Roster dei Minnesota Vikings 2008 |
| --- |
| Quarterback - 4 John David Booty - 12 Gus Frerotte - 7 Tarvaris Jackson Running Back - 43 Maurice Hicks - 28 Adrian Peterson - 38 Naufahu Tahi FB - 44 Thomas Tapeh FB - 29 Chester Taylor Wide Receiver - 84 Aundrae Allison - 87 Bernard Berrian - 89 Robert Ferguson - 18 Sidney Rice - 19 Bobby Wade Tight End - 83 Jeff Dugan FB - 40 Jim Kleinsasser - 45 Garrett Mills - 81 Visanthe Shiancoe Offensive Linemen - 78 Matt Birk C - 62 Ryan Cook OT - 64 Anthony Herrera OG - 79 Artis Hicks OT/OG - 76 Steve Hutchinson OG - 72 Marcus Johnson OT - 74 Bryant McKinnie OT - 60 Drew Radovich OT - 65 John Sullivan C Defensive Linemen - 69 Jared Allen DE - 91 Ray Edwards DE - 90 Fred Evans DT - 73 Otis Grigsby DE - 98 Letroy Guion DT - 96 Brian Robison DE - 93 Kevin Williams DT - 94 Pat Williams DT - 97 Ellis Wyms DT Linebacker - 54 Vinny Ciurciu OLB - 52 Chad Greenway OLB - 50 Erin Henderson OLB - 58 David Herron OLB - 51 Ben Leber OLB Defensive Back - 39 Husain Abdullah FS - 37 Eric Frampton SS - 23 Cedric Griffin CB - 25 Tyrell Johnson SS - 21 Marcus McCauley CB - 22 Benny Sapp CB - 42 Darren Sharper FS - 20 Madieu Williams CB/FS - 26 Antoine Winfield CB Special Team - 5 Chris Kluwe P - 46 Cullen Loeffler LS - 8 Ryan Longwell K Lista delle riserve - 71 Kenderick Allen DT (IR) - 27 Michael Boulware SS (IR) - 59 Heath Farwell OLB (IR) - 41 Charles Gordon CB (IR) - 56 E.J. Henderson MLB (IR) - 62 Mike Jones OG (IR) - 92 Jayme Mitchell DE (IR) - 95 Kenechi Udeze DE (IR) Squadra di allenamento - 61 Martail Burnett DE - 63 Brian Daniels OG - 99 Leger Douzable DT - 11 Jaymar Johnson WR - 68 Tim Mattran C - 82 Darius Reynaud WR - 24 Marcus Walker CB - 34 Albert Young RB 52 attivi, 8 inattivi, 8 nella squadra di allenamento |
| Legenda - I rookie sono in corsivo. - Il primo ruolo è il principale mentre gli eventuali successivi indicano i ruoli secondari. - (IR) sta per Injured Reserve ed indica la lista ristretta per un solo giocatore infortunato che può tornare ad allenarsi dopo la settimana 6 e a rientrare in prima squadra dopo che questa ha giocato 8 partite. - (NF-Inj.) / (NF-Ill.) stanno rispettivamente per Non-Football Injured e Non-Football Illness ed indicano le liste dove viene inserito un giocatore che ha un infortunio o una malattia non dipendente dal football americano. - (PUP) sta per Physically Unable to Perform ed indica la lista dove viene inserito un giocatore mentre è in attesa di recuperare la condizione fisica. Nella stagione regolare dopo la sesta partita giocata dalla propria squadra, il giocatore ha tempo tre settimane per riprendere ad allenarsi, più tre settimane aggiuntive dal suo rientro agli allenamenti per rientrare in prima squadra. |